# Glossário de anime e mangá
Fãs de anime e mangá fora do Japão adotaram muitas palavras e frases em japonês. Algumas destas palavras foram mal interpretadas, reinterpretado, ou passaram por mudanças significativas em seus significados. Além disso, uma variedade de termos relacionados a anime e mangá e os fãs têm surgido, seja por tradução/transliteração do japonês ou como parte da gíria compartilhada ou jargão da subcultura.
Em alguns casos, inglês e japonês têm contribuído de forma complexa para a formação de novas palavras em uma ou em ambas as línguas (por exemplo hentai—"H"—ecchi).
Outras subculturas também adotaram palavras-emprestadas dos japoneses através do contato com os fãs da mídia como anime e mangá.
Além disso, há um grande número de palavras e frases japonesas e não-japonesas que os fãs e curiosos encontram em relação ao anime e ao mangá.

## A
Ahoge (アホゲ)Refere-se a qualquer fio de cabelo perceptível que fica em uma direção diferente do resto do cabelo de um personagem de anime/mangá.
Anime (アニメ)No Japão, a palavra anime é usado como sinônimo de animação, no Ocidente o termo é usado para definir animações japonesas.
Anime music videoMuitas vezes abreviado como AMV, são videoclipes criados de a partir de cenas de anime dispostas para caber uma peça musical tocando ao fundo.
Aniparo (アニパロ)Literalmente: Paródia de animes.

## B
bakunyū (爆乳, seios enormes) Um gênero de mídia pornográfica com foco na representação de mulheres com seios grandes. Com relação ao tamanho do sutiã, os bakunyū são considerados acima do tamanho do sutiã G75, mas abaixo do M70.
Bara (gênero) (薔薇)Literalmente, "rosa". "Bara" refere-se a uma cultura masculina dos homens homossexuais.
Bishōjo (美少女)Literalmente, "menina bonita". Muitas vezes, refere-se a qualquer mulher, jovem e atraente, mas também é utilizado para atribuir disponibilidade sexual (como em "jogos bishōjo").
Bishōnen (美少年)Literalmente, "menino bonito". Conceito estético japonês do jovem idealmente bonito. andrógino, efeminado ou de gênero ambíguo. No Japão, refere-se a jovens com tais características, mas no Ocidente tornou-se um termo genérico para os homens andróginos atraente de todas as idades.
Bishie
bishonen (美 少年, "menino bonito", às vezes abreviado como bishie)gíria para um rapaz incrivelmente bonito que multidões de meninas gostam de perseguir. Por exemplo, o personagem principal do manhua taiwanês 1/2 Prince é chamado de bishie.
Boys' Love (ボーイズラブ, Bōizu Rabu)Conteúdo homossexual masculino destinadas às mulheres, geralmente usado no Japão para cobrir yaoi e shōnen-ai.

## C
Catgirl (猫娘, Nekomusume)Uma personagem feminina com orelhas de gato e um rabo de gato, mas um corpo de forma humana. Esses personagens têm muitas vezes hábitos felino, unhas em forma de garras, e, ocasionalmente, mostrar presas.
Chibi (チビ,ちび)Palavra japonesa que significa "baixinho" ou "pequenino". Personagens Chibi são geralmente desenhados de forma que pareçam bonitos.

## D
Dandere (ダンデレ)Um personagem que é retratado como antissocial, mas eventualmente muda para mostrar seu lado doce, romântico, e suavemente amoroso. (ver também tsundere, yandere e kuudere)
Dojikko (ドジっ子)Uma menina bonita que costuma ser desajeitada. Elas podem cometer erros que podem ferir a si mesmas ou os outros.
Dōjinshi (同人誌)Publicação independente, semelhante ao fanzine ocidental. Um equívoco comum é achar que dōjinshis são apenas paródias e fan fiction, já que também há dōjinshis autorais.

## E
Ecchi (エッチ, ecchi)
A pronúncia japonesa da letra "H". Ela representa a primeira letra da palavra "Hentai" e pode se referir a qualquer obra de mangá e anime com conteúdo levemente erótico ao comportamento sexual injustificada. No Ocidente, é usado principalmente para produções eróticas suaves enquanto "hentai" é usado para produções pornográficas.
Enjo kosai (援助交際)"Namoro compensado", que pode às vezes esbarra em prostituição quase legal. Meninas do ensino médio são pagas por homens mais velhos para levá-las para fora para uma noite na cidade, possivelmente com sexo incluído.
Eyecatch (アイキャッチ, aikyatchi)Uma cena ou ilustração usado para começar e terminar um intervalo comercial em um programa de TV japonês.
Eroge (エロゲー)An eroge (エロゲー, erogē), uma Palavra-valise de erotic game (エロチックゲーム, erochikku gēmu), é um jogo de vídeogame ou jogo de computador japonês que dispõe de conteúdo erótico, geralmente em estilo anime.

## F
Fan fiction (ファン フィクション, fan fikushon)História criada por fã.
Fan service (ファンサービス, Fan Sābisu)Elementos especificamente incluídos para divertir sexualmente (como pouca roupa e/ou homens ou mulheres nuas ou conteúdo ecchi) ou excitar o público que são necessário ou desnecessário para o desenvolvimento da história.
FandubAbreviação de fan-dubbed — Um filme ou vídeo traduzido e dublado por fãs.
FansubAbreviação de fan-subtitled —Um filme ou vídeo traduzido e legendado por fãs.
Fudanshi (腐男子)homem fã de yaoi
Fujoshi (腐女子)Uma mulher fã de yaoi (やおい) |
Futanari (ふたなり)Personagens que parecem com mulheres (rosto, seios, quadris, cintura estreita), mas têm ambos os órgãos genitais femininos e masculinos.

## G
Galge (ギャルゲ)Este é "um tipo de videogame japonês centrado em torno de interações com garotas atraentes em estilo anime". Estes jogos são um subgênero dos simuladores de romance direcionados para um público masculino.
Gei (ゲイ)Transliteração de gay.
Gei comi (ゲイコミ, geikomi)Manga com temas homossexuais do sexo masculino, de homens para homens. Compare com yaoi, Shonen-ai, junho e BL.
gensakusha (原作者)O mesmo que roteirista, escritor responsável pelo roteiro.
GuroUm tipo de anime, manga, ou jogo, que inclui violência, tortura, e às vezes a morte do personagem. O objetivo da violência é para aumentar o prazer do público, leitor, ou jogador que gosta desse tipo de gênero. Às vezes, também é sinônimo com a frase hentai, ero guro
Genga (原画)O mesmo que quadro-chave.
Gothloli (ゴスロリ, Gosurori)Gothic Lolita- Uma tendência da moda, onde as meninas e mulheres jovens se vestem no estilo do das bonecas de porcelana. Normalmente, é uma mistura de vestido gótico e do século XIX, mas alguns deles são muito coloridos, e outros não usam roupas europeias do século XIX.

## H
Harem (ハーレムもの, hāremumono)Um subgênero ambiguamente definido de anime e mangá caracterizado por uma protagonista cercado, geralmente por três ou mais garotas. Haréns do sexo masculino são os mais comuns.
Henshin (変身, henshin)"transformação", "para mudar ou transformar o corpo". Esta palavra é usada principalmente em mangá, anime e tokusatsus para quando um personagem se transforma em um super-herói. Henshin Hero (変身ヒーロー) geralmente têm uma "chamada henshin", uma frase de efeito que eles recitam a fim de transformar, como na série Super Sentai a palavra "henshin" é mais frequentemente usado por personagens na franquia Kamen Rider. Considerando que outros programas usam várias palavras, tais como 装着 (sōchaku, que significa "equipar), ou usam frases originais para a história.
Hentai (変態, ヘンタイ)"Anormal" ou "pervertido". Usado pelo público ocidental para referir-se anime e mangá sexualmente explícito ou pornográfico. No entanto, no Japão, o termo usado para se referir ao mesmo material é tipicamente ero. Hentai é um assunto popular na fan fictions e fan art.
Hikikomori (引き籠もり, ひきこもり, 引きこもり)Um hikikomori é alguém que se isola dentro de sua casa, às vezes recusando-se a deixar a sua casa em tudo em um esforço para isolar-se da sociedade. Pode ser visto como uma fobia social semelhante ao agorafobia. Hikikomori são frequentemente associados com otaku, mas os termos são distintos.

## I
Imōto (妹)Irmã mais nova.

## J
Josei (女性)Lit. "Mulher". mangá e anime destinado a mulheres adultas.

## K
Kemono (獣, けもの, ケモノ)"Fera". Um gênero de arte japonesa e design de personagens que caracteriza proeminente personagens fictícios semelhantes a animais em ambientes semelhantes a humanos (antropomorfismo) e situações.
Kemonomimi (獣耳, けものミミ, ケモノミミ)Personagens com características de animais como orelhas e um rabo, mas um corpo humano. Catgirl também cai sob esse conceito.
Kodomo ou Kodomomuke (子供向け)Anime e mangá para crianças de ambos os sexos.
Kogal (コギャル, kogyaru)Uma subcultura de meninas e mulheres jovens, o "look" kogal aproxima cerca de uma Valley girl da Califórnia.
Koma (コマ)Palavra usada tanto para quadro ou vinhetas em mangás, quanto para fotogramas em animes.
Komiketto (コミケット)O mesmo que Comiket (Comics Market).
Kūdere (クーデレ)Um arquétipo de personagem Considerado coração frio e indiferente, mas não mostrando as verdadeiras cores. Veja tsundere.

## L
Lemon (レモン, Remon)derivada do série de antologia hentai Cream Lemon (くりいむレモン, Kurīmu Remon). Com material de conteúdo sexual explícito
Lolicon (ロリコン, rorikon)Palavra-valise de "lolita complex". Um gênero de mangá e anime em que personagens femininas infantis estão sendo retratado de uma forma erótica. No Japão também é uma gíria para "pedófilo".
Loli-GothGothloli (ゴスロリ, Gosurori)—Gothic Lolita (ゴシック・ロリータ, Goshikku Rorīta).

## M
Mangá (漫画, マンガ)Palavra japonesa para definir histórias em quadrinhos. No Ocidente é usada para definir histórias em quadrinhos japonesas.
Mangaka (漫画家, マンガ家)Criador de mangá. Muitas vezes mangakas são os escritores e ilustradores da obra.
Mecha (メカ, meka)Abreviação de "mecânica". No Japão, essa palavra é usada para todos os tipos de máquinas. Nos países ocidentais, que se aplica principalmente a anime e mangá com foco em robôs de combate pilotados. Dividido em dois subgêneros: super robots (o mecha possui poderes irrealistas, e o foco é mais no combate e os próprios robôs) e real robots (mais realista, com mais drama e focar os seres humanos).
Meganekko (眼鏡っ娘)A personagem feminina que usa óculos. Personagens masculinos com óculos esportivos são chamados de  megane .
Moe (萌え)Geralmente utilizado para personagens femininos, embora possa se referir a homens efeminados em alguns casos. Algo ou alguém que é considerado  moe  é geralmente considerado agradável, inocente e ingênuo, embora tendo em algumas das qualidades emocionais da adolescência geralmente destinadas a invocar um sentimento paterno de protecionismo e simpatia dentro do telespectador. A tradução mais literal da palavra em outros idiomas que não o japonês é fetiche, embora o conceito de  moe  não tem necessariamente uma correlação direta com preferências sexuais, e muitas vezes refere-se a obras de natureza não sexual. Ele também pode ser usado para modificar outras palavras ou conceitos, como meganekko-moe ("óculos-girl" moe), referindo-se a um personagem que tanto usa óculos e tem as qualidades de  moe .

## N
Name (ネーム, neemu)O mesmo que breakdown e rough (transl. rafe). Um tipo de roteiro já esboçado, semelhante aos storyboard usado em filmes.
Nigaoê mangá (似顔絵 漫画, nigao-e manga lit. retrato em mangá)caricatura em estilo mangá, o termo nigaoê é originário de uma modalidade de ukyo-ê, onde são desenhados apenas o rosto. Outro termo usado é nikayou (似通う, parecido, semelhante).

## O
Okama (オカマ)Literalmente  pote de cozinha . Um homem que pratica cross-dressing, usa maquiagem, fala como uma mulher, etc.
Omake (おまけ, オマケ)Algum tipo de bônus em um DVD de anime, como um regular "extra" em DVDs ocidentais. Pode ser um tira bônus também no final de um capítulo ou no volume do mangá.
ONAOriginal Net Animation, Anime produzido para ser distribuído na Internet via streaming ou download direto.
Onee-chan (お姉ちゃん)Irmã mais velha, com "onee" que significa uma irmã mais velha e "chan", um sufixo afetuoso. O início "o" é um título honorífico respeitoso.
Onee-sama (お姉さま)Irmã mais velha, com "onee" que significa uma irmã mais velha e "sama" ser um sufixo respeitoso.
Onii-chan (お兄ちゃん)O irmão mais velho, com "onii", que significa irmão mais velho e "chan" ser um sufixo afetuoso.
Onii-sama (お兄さま)O irmão mais velho, com "onii", que significa irmão mais velho e "sama" ser um sufixo respeitoso. (Similar ao Onii-san)
Osananajimi (幼馴染み)Amigo de infância.
Otaku (おたく, オタク, ヲタク)A tradução literal da palavra é your house (sua casa), mas na gíria japonesa, esta refere-se a alguém que tem uma obsessão com anime. A pessoa em questão é geralmente assumido como um neet, ou cale-in, e são muitas vezes caracterizada por tendências é anti-social, e intensa atração para personagens de anime, ou "meninas 2D".
Otenba (おてんば, お転婆)(kko)menina moleque
Otome gēmu (乙女ゲーム)Lit. "maiden games". Este é um vídeogame voltado para um mercado feminino, onde um dos principais objetivos, o enredo Além da meta, é desenvolver um relacionamento romântico entre o personagem do jogador (a menina) e um dos vários personagens masculinos.
OVAOriginal Video Animation, ou OVA é um tipo de anime, que se destina a ser distribuído em fitas VHS e DVDs, e não são exibidos no cinema ou na TV. Ele também pode ser menos freqüentemente referido como OAV, ou Original Animated Video.
Owari (おわり, オワリ, 終わり, 終)"Fim" em japonês, usado por alguns autores de fanfiction no final de suas obras. Também é usado no final de muitas séries de anime.
Oyaji (親父, おやじ, オヤジ)"Papai" - Homem adulto: tal como um professor ou outro modelo. Muitas vezes, um pouco pervertido, mas retratado normalmente carinhosamente. Também pode ser usado como "pops" ou "homem velho" (como no pai).

## Q
Q-version: A tradução para o Inglês termo chinês Q版 (pinyin:: Kiu bǎn), referindo-se ao cartunificação ou infantilização nas representações artísticas da vida real ou humano sério, figuras de animais ou outros personagens e objetos, especialmente nos estilos de anime. "Q" é uma aproximação chinesa da palavra Inglês "cute". (bonito, fofo).

## R
RawEpisódio de anime ou scans de mangá em sua língua original, sem edição ou legendas.

## S
ScanlationO escaneamento, tradução e edição de quadrinhos a partir de uma língua para outra.
Seinen (青年)Anime e mangá destinado a adultos do sexo masculino.
Seiyū (声優)Dublador japonês. Além de interpetar personagens em anime, um Seiyu pode fazer as vozes para jogos de vídeo, programas de rádio, CDs drama, etc.
Seme (攻め)Parceiro "dominante" em Boys Love. Veja uke.
Settei (設定)O mesmo que model sheet, é o nome dado aos desenhos usados como referência em animações.
Shōjo (少女)Lit. "Mulher jovem". Anime e mangá destinado a garotas adolescentes.
Shōjo-ai (少女愛)cunhado a partir de  shōnen-ai, denotando conteúdo para lésbicas, geralmente para material sem sexo explícito. No Japão, o termo shojo-ai não é usado com este significado, e denota efebofilia.
Shōnen (少年)Lit. "Homem jovem". Anime e mangá destinado a garotos adolescentes.
Shōnen-ai (少年愛)Um termo que denota o conteúdo homossexual masculino destinado a mulheres, embora este uso seja obsoleto no Japão. Anglófonos frequentemente usam o termo para se referir ao material sem sexo explícito, em animes, mangás, e relacionados fan fiction. No Japão denota efebofilia.
Shotacon (ショタコン, shotakon)Gênero de mangá e anime, em que personagens masculinos infantis são retratados de forma erótica.
Shudō (衆道)Abreviação de "wakashudo", "O Caminho de Moços", homossexualidade masculina estruturada por idade na sociedade samurai.
Sōhōkō-ai (双方向愛)Um termo que denota conteúdo bissexual, geralmente para materiais sem conteúdo sexual explícito em animes, mangás, e relacionados a fan fiction. No Japão, o termo não é usado com esse significado, denotando efebofilia.
Sōsaku June (創作JUNE)Dōjinshi com temas homossexuais do sexo masculino para as mulheres que são histórias originais e não paródias de séries já existentes.
Sub (字幕, jimaku)Originação de legenda, quando um anime é mantido em sua língua original, mas tem legendas.

## T
Tsudzuku (つづく)Literalmente "continua". Ocasionalmente utilizado no final de um capítulo de manga ou um episódio de anime quando uma continuação é a seguir.

## U
Uke (受け)Parceiro "passivo" em Boys Love. Veja seme

## Y
Yamato nadeshiko (大和撫子)O ideal japonês para uma mulher, ser humilde e qualificado nos assuntos internos.
Yaoi (やおい)Acrônimo japonês para " yama nashi, Ochi nashi, imi Nashi " (sem clímax, nenhum ponto, nenhum significado). Também conhecida como boy love. geralmente criados por mulheres para mulheres.
Yōni (ヨーニ)Também conhecida como amor de duas vias; Quando um personagem masculino ou feminino é sexualmente ativa tanto com o sexo oposto e do mesmo sexo. Indicando bissexuais conteúdo, quer ao mesmo tempo ou em momentos diferentes. Aplicado quando não é só apenas Yaoi / Yuri.
Yuri (百合)Lit. "Lily". Jargão para o conteúdo lésbica ou girl love. No Japão, o termo indica a um amplo espectro de atração entre as mulheres. Ele também é usado para conteúdo sexualmente explícito fora do Japão. É usado como o termo "yaoi" para os homens.